# Троицкая церковь в Озерках
Це́рковь Свято́й Живонача́льной Тро́ицы — утраченный православный храм в исторической местности Озерки, ныне входящей в состав Санкт-Петербурга. Храм был закрыт советскими властями в 1938 году, здание передано баптистам и частично перестроено.

## История
Церковь была построена в 1900—1904 годах для разгрузки прихода храма Спаса Нерукотворного в Шувалове.
Участок для строительства выбирали недалеко от Спасской церкви, вначале между 2-м и 3-м Парголовом (церковь по первоначальному замыслу должна быть Петропавловской), потом был приобретен участок гр. Орлова-Денисова недалеко от Поклонной горы близ Первого озера. Жертвователем этого участка был Эраст Леонтьевич Пигулевский, на деньги которого и был куплен участок.
В 1898 году была заложена часовня по проекту гражданского инженера А. И. Носалевича, а чуть позже — и сама церковь, проект (утвержден в 1900 г.) которой был заказан гражданскому инженеру А. С. Тиханову. Строительство велось под руководством архитектора П. П. Трифанова.
9 мая (по юлианскому календарю) 1904 года церковь была освящена епископом Нарвским Антонином во имя Троицы Живоначальной в память «Священного коронования Их Императорских Величеств». В освящении участвовал святой Иоанн Кронштадтский.
Южная часть Большой Озёрной улицы из-за появления на ней нового храма стала называться Троицкой улицей.
Ктитором храма был Д. М. Михайлов, а после его смерти — его племянник И. И. Иванов, который и завершил постройку церкви.
В 1909 году при церкви было создано благотворительное братство, содержавшее начальную школу.
В 1937 году скончался служивший в храме с 1935 года протоиерей Григорий Божуков. На его место митрополит Ленинградский Алексий (Симанский) никого не назначил, и осенью 1938 года церковь была закрыта и разорена большевистской властью. Помещение превратили в склад.
13 октября 1961 года решением исполкома Ленгорсовета здание церкви было передано общине ЕХБ (взамен изъятого молитвенного дома на Охте — вдвое большего по площади), после чего история церкви Троицы Живоначальной как православного храма закончилась.
В связи со значительным ростом численности общины в 1970-х годах её руководство добилось разрешения на реконструкцию здания. В 1980—1982 годах на месте разобранной апсиды был пристроен обширный зал для собраний молитвенного дома баптистов (архитектор В. Б. Бухаев).

## Описание

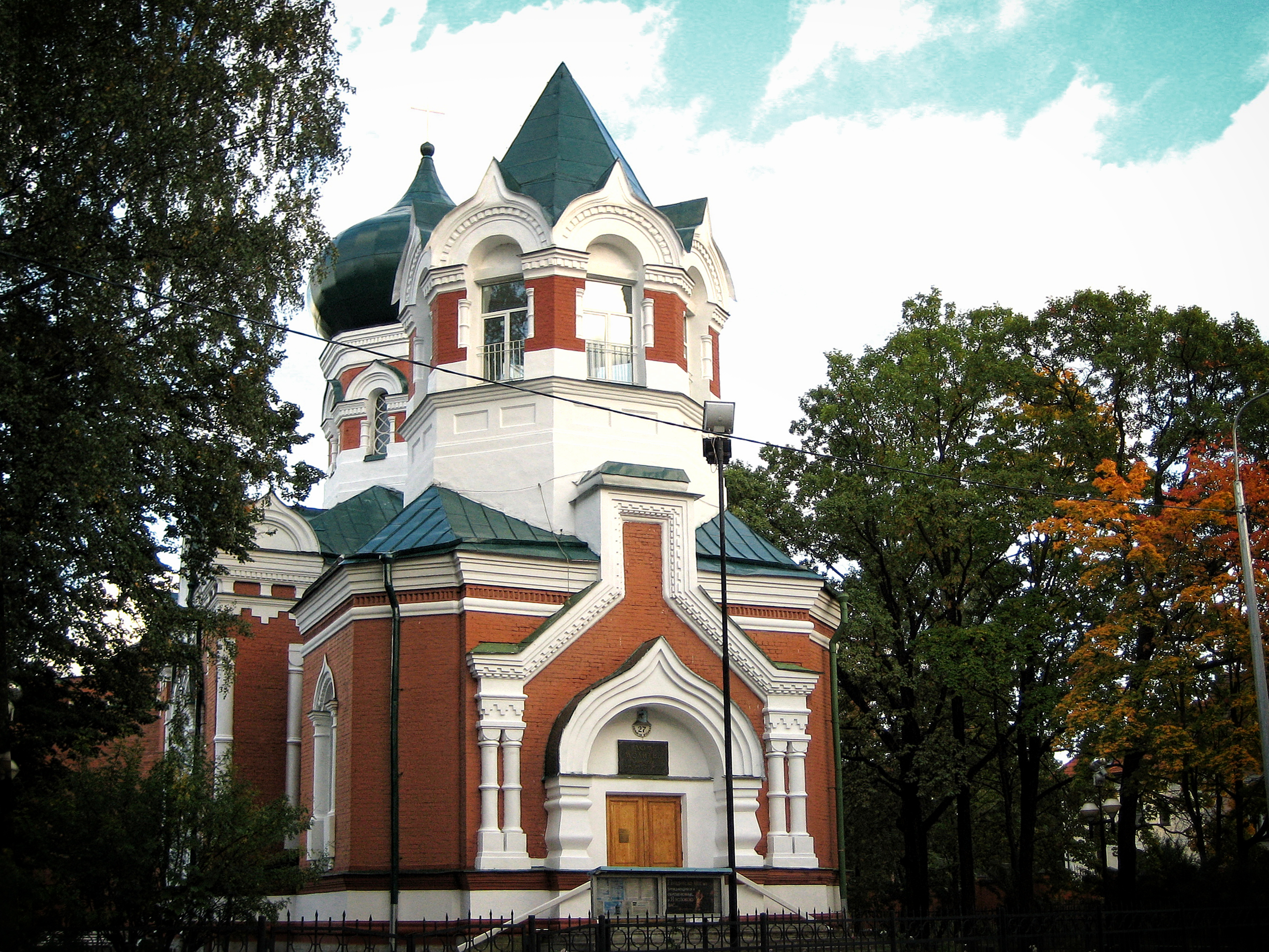
Церковь в 2012 году

Храм вмещал около 500 человек. Высотой он был около 30 м, а по длине периметра имел протяженность около 13 м.
В храме был уникальный двухъярусный золочёный иконостас в древнерусском стиле, выполненный по эскизам Д. В. Дудакова и на пожертвования Д. М. Михайлова (ктитора храма).
Для колокольни храма озерковский домовладелец Тряничев пожертвовал 10 колоколов, из которых самый большой весил 212 пудов (3,5 тонны).